# Пожежа на АС-31
1 липня 2019 року на атомній глибоководній станції АС-31 «Лошарик», розташованій на полігоні бойової підготовки Північного флоту в районі Кольської затоки Баренцова моря, сталося загоряння. Під час пожежі загинули 14 моряків-підводників.

## Обставини події
Згідно з повідомленням Міністерства оборони РФ від 2 липня 2019 року, пожежа на науково-дослідному глибоководному апараті, призначеному для вивчення дна та придонного простору світового океану, сталася 1 липня 2019 року під час проведення батиметричних вимірювань. Під час пожежі загинули 14 моряків-підводників — згідно з повідомленням, внаслідок отруєння продуктами горіння.

Завдяки своєчасним, самовідданим і грамотним діям підводники ціною своїх життів ліквідували вогнище загоряння, врятували своїх товаришів і глибоководний апарат.
За повідомленням інформаційного агентства «СеверПост», на момент аварії 1 липня 2019 року носієм АС була АПЛ «Подмосковье».
За словами міністра оборони генерала армії Сергія Шойгу, спалах відбувся в акумуляторному відсіку. Ядерна енергетична установка не постраждала, а сам підводний човен відремонтують у найкоротші терміни.
Розслідуванням події мала займатися оперативно-слідча група у складі співробітників Департаменту військової контррозвідки ФСБ та Головного військового слідчого управління СКР.
Згідно з пізнішими повідомленнями, на глибоководному апараті були встановлені акумулятори нового для підводного флоту типу — літій-іонні. Дим в акумуляторному відсіку з'явився під час стикування з човном-носієм. За наказом командира глибоководного апарата частина екіпажу через шлюзовий пристрій перейшла на носій, а ті, що залишилися, були задіяні в боротьбі за живучість корабля. У певний момент, коли люк між двома кораблями був загерметизований, а частина екіпажу, що залишилася, витративши всі засоби пожежогасіння і всі ізолюючі дихальні засоби, можливо, готувалася до евакуації, стався вибух. Як згодом встановили експерти, вибухнула акумуляторна батарея.

## Перелік загиблих
1. Герой Російської Федерації, капітан першого рангу Долонський Денис Володимирович.
2. Герой Російської Федерації, капітан першого рангу Микола Іванович Філін.
3. Капітан першого рангу Володимир Леонідович Абанкін.
4. Герой Російської Федерації, капітан першого рангу Андрій Володимирович Воскресенський.
5. Капітан першого рангу Костянтин Анатолійович Іванов.
6. Герой Російської Федерації, капітан першого рангу Денис Олександрович Опарін.
7. Герой Російської Федерації, капітан першого рангу Костянтин Юрійович Сомов.
8. Капітан другого рангу Олександр Валерійович Авдонін.
9. Капітан другого рангу Сергій Петрович Данильченко.
10. Герой Російської Федерації, капітан другого рангу Дмитро Олександрович Соловйов.
11. Підполковник медичної служби Олександр Сергійович Васильєв.
12. Капітан третього рангу Віктор Сергійович Кузьмін.
13. Капітан третього рангу Володимир Геннадійович Сухінічєв.
14. Капітан-лейтенант Михайло Ігорьович Дубков.

Усі загиблі були приписані до військової частини 45707 у Петергофі.

## Пам'ять

Братська могила на Серафимівському цвинтарі

Указом президента РФ про посмертні звання і нагороди загиблим звання Героя Російської Федерації присвоєно А. В. Воскресенському, Д. О. Опаріну, Д. О. Соловйову та К. Ю. Сомову. Орденом Мужності нагороджені В. Л. Абанкін, О. В. Авдонін, О. С. Васильєв, С. П. Данільченко, Д. В. Долонський, М. І. Дубков, К. А. Іванов, В. С. Кузьмін, В. Г. Сухінічєв та М. І. Філін.
Імена загиблих будуть увічнені в Кронштадтському Морському соборі.
Поховання відбулося 6 липня 2019 року в Санкт-Петербурзі на Серафимівському цвинтарі. У цивільній панахиді взяли участь заступник міністра оборони генерал-полковник Андрій Картаполов, командувач військами Західного військового округу генерал-полковник Олександр Журавльов, командувач ВМФ адмірал Микола Євменов, вріо губернатора Петербурга Олександр Бєглов і голова міських законодавчих зборів В'ячеслав Макаров.
Скверу в Сосновому Бору надано ім'я А. Воскресенського.